# Chaetostomella lenta
Chaetostomella lenta är en tvåvingeart som beskrevs av Richter 1975. Chaetostomella lenta ingår i släktet Chaetostomella och familjen borrflugor.
Artens utbredningsområde är Mongoliet. Inga underarter finns listade i Catalogue of Life.